# Kyle Beach
Kyle Beach (* 13. Januar 1990 in Kelowna, British Columbia) ist ein kanadischer Eishockeyspieler, der seit Oktober 2020 beim EHC Erfurt in der Oberliga unter Vertrag steht. Sein Bruder Cody Beach ist ebenfalls ein professioneller Eishockeyspieler.

## Karriere
Kyle Beach begann seine Karriere als Eishockeyspieler bei den Everett Silvertips, für die er von 2005 bis 2009 in der kanadischen Juniorenliga Western Hockey League aktiv war. In diesem Zeitraum wurde der Flügelspieler im NHL Entry Draft 2008 in der ersten Runde als insgesamt elfter Spieler von den Chicago Blackhawks ausgewählt. Nachdem er die Saison 2008/09 bei Everetts Ligarivalen Lethbridge Hurricanes beendet hatte, wechselte er im Sommer 2009 zu den Spokane Chiefs. Für Chicagos Farmteam, die Rockford IceHogs aus der American Hockey League, bestritt er drei Spiele in der Saison 2008/09 und acht Spiele in der Saison 2009/10. Im Verlauf der folgenden Spielzeit avancierte Beach zum Stammspieler bei den Rockford IceHogs. Am 6. Dezember 2013 wurde Beach im Austausch für Brandon Mashinter an die New York Rangers abgegeben. Die Rangers setzten ihn ebenfalls ausschließlich beim Hartford Wolf Pack in der AHL ein.
Im August 2014 erhielt Beach einen Probevertrag beim EC Red Bull Salzburg aus der EBEL, der später bis zum Saisonende verlängert wurde. Nach 9 Spielen in der Saison 2015/16 mit nur einem Scorerpunkt verließ der Kanadier die Red Bulls und ging für kurze Zeit zu den Missouri Mavericks in die East Coast Hockey League, wo er in 7 Spielen keinen einzigen Scorerpunkt erzielte. Im Dezember 2015 kehrte Beach nach Österreich zurück und unterschrieb einen Kontrakt beim Erstligisten Graz 99ers. Im März 2017 wurde er vom Ligagegner EC VSV für zwei Spielzeiten verpflichtet, aber wegen ausbleibender sportlicher Leistungen bereits nach der ersten Spielzeit 2017/18 ausbezahlt und an den deutschen Zweitligisten EC Bad Tölz vermittelt, wo er einen Vertrag für ein Jahr unterschrieb.
Ab Mai 2019 stand Beach beim DVTK Jegesmedvék aus der slowakischen Extraliga unter Vertrag, ehe er im Oktober 2020 zum EHC Erfurt in die  deutsche Oberliga wechselte.

## Sexueller Missbrauch durch einen Trainer
Im Mai 2021 reichte Beach, der zu diesem Zeitpunkt noch anonym blieb und somit vorerst als John Doe bezeichnet wurde, in den USA Klage wegen sexuellem Missbrauch ein. Er sei von einem Video-Coach der Chicago Blackhawks, Brad Aldrich, im Jahre 2010 sexuell belästigt und missbraucht worden, während das Management des Teams die Vorfälle nicht weitergeleitet bzw. aktiv vertuscht habe. Bereits bei den Blackhawks sei ein weiterer Spieler betroffen gewesen, während Aldrich, da er nur entlassen wurde, weiterhin im Eishockeysport (an der Miami University) arbeiten konnte, wo sich in der Folge weitere Fälle von Missbrauch ereignet haben sollen. Diese Umstände wurden durch eine unabhängige Untersuchung bestätigt, deren Ergebnisse im Oktober 2021 veröffentlicht wurden und für ein großes mediales Echo sorgten. Als Reaktion darauf traten Stan Bowman, damaliger und aktueller General Manager der Blackhawks, ebenso wie Joel Quenneville, damaliger Cheftrainer des Teams, zurück. Ein juristisches Verfahren gegen Aldrich steht allerdings noch aus.

## Erfolge und Auszeichnungen
- 2007 Jim Piggott Memorial Trophy
- 2007 CHL All-Rookie Team
- 2010 Bester Torschütze der WHL
- 2010 WHL West First All-Star Team
- 2015 Österreichischer Meister mit dem EC Red Bull Salzburg